# Maryam Jamal
Maryam Yusuf Jamal (Amhaars: ማሪያም፡ ዩሱፍ፡ ጃማል?, Arabisch: مريم يوسف جمال, geboren als Zenebech Tola, Amhaars: ዘነበቸ፡ ቶላ?) (Alkesa, 16 september 1984) is een Bahreinse middellange- en langeafstandsloopster van Ethiopische afkomst. Zij is Aziatisch recordhoudster op de Engelse mijl en werd in 2012 olympisch kampioene op de 1500 m, nadat de twee Turkse deelneemsters die voor haar waren geëindigd, jaren later alsnog werden gediskwalificeerd wegens dopingovertredingen.

## Biografie
In 2002 kwam Zenebech Tola als politiek vluchtelinge naar Zwitserland en een jaar later trouwde ze met haar landgenoot en tevens trainer Mnashu Taye, die sinds 1995 daar leeft.
In 2004 liep ze de olympische norm, maar werd door de Ethiopische atletiekbond niet geselecteerd voor de Spelen in Athene. Nadat ze verschillende malen tevergeefs had geprobeerd om Zwitserse te worden, namen zij en haar man het aanbod aan om voor Bahrein te starten. Hierna veranderde ze haar naam van Zenebech Tola naar Maryam Yusuf Jamal en haar man veranderde zijn naam naar Tareq Yaqoob Hasane.
Op de wereldkampioenschappen van 2005 in Helsinki werd ze vijfde op de 1500 m, nadat ze vlak voor de finish gehinderd werd door een Russische concurrente. Twee weken daarvoor verbrak ze met 8.28,86 haar persoonlijk record op de 3000 m in Oslo. Op de wereldkampioenschappen in Osaka behaalde ze haar grootste succes door op de 1500 m de wereldtitel te winnen in 3.58,75. Het jaar erna werd ze aanvankelijk vierde op de 1500 m tijdens de WK indoor in Valencia. Toen naderhand bekend werd, dat de twee Russinnen Jelena Soboleva en Joelia Fomenko, die het goud en zilver hadden veroverd, beiden het dopingreglement hadden overtreden en in verband hiermee hun plakken weer moesten inleveren, schoof Jamal alsnog op naar de tweede plaats en kreeg zij de zilveren medaille in de schoot geworpen. Later dat jaar werd zij bij de Olympische Spelen van 2008 in Peking op de 1500 m vijfde in 4.02,71.
Op de Olympische Spelen van 2012 in Londen nam ze deel aan de 1500 m. Met een tijd van 4.10,74 eindigde ze op een derde plaats. De wedstrijd werd gewonnen door de Turkse Aslı Çakır Alptekin met een tijd van 4.10,23, gevolgd door haar landgenote Gamze Bulut. Aangezien beide atletes respectievelijk in 2015 en 2017 werden gediskwalificeerd wegens dopingovertredingen, kreeg Yusuf Jamal jaren later de gouden medaille alsnog in de schoot geworpen. 
Maryam Yusuf Jamal is niet alleen op de atletiekbaan succesvol. Ze liep in 2002 in Zwitserland het parcoursrecord op de Hallwilerseelauf (halve marathon). In 2003 en 2004 won ze de Basler Stadtlauf en in 2004 de Luzerner Stadtlauf.

## Titels
- Olympisch kampioene 1500 m - 2012
- Wereldkampioene 1500 m - 2007, 2009
- Pan-Arabisch kampioene 800 m - 2005
- Pan-Arabisch kampioene 1500 m - 2005
- Pan-Arabisch kampioene 5000 m - 2005
- Pan-Arabische kampioenschappen - 2006

## Persoonlijke records
Baan
| Onderdeel   | Prestatie       | Datum             | Plaats  |
| ----------- | --------------- | ----------------- | ------- |
| 800 m       | 1.57,80 (NR)    | 29 augustus 2008  | Zürich  |
| 1500 m      | 3.56,18         | 27 augustus 2006  | Rieti   |
| 1 Eng. mijl | 4.17,75 (ex-AR) | 14 september 2007 | Brussel |
| 2000 m      | 5.31,88         | 7 juni 2009       | Eugene  |
| 3000 m      | 8.28,87         | 29 juli 2005      | Oslo    |
| 5000 m      | 14.51,68        | 29 mei 2005       | Hengelo |

Weg
| Onderdeel      | Prestatie | Datum             | Plaats  |
| -------------- | --------- | ----------------- | ------- |
| 15 km          | 49.52     | 20 maart 2004     | Kerzers |
| halve marathon | 1:11.43   | 18 september 2004 | Uster   |

Indoor
| Onderdeel   | Prestatie | Datum            | Plaats     |
| ----------- | --------- | ---------------- | ---------- |
| 800 m       | 2.03,64   | 25 februari 2006 | Magglingen |
| 1500 m      | 3.59,79   | 9 maart 2008     | Valencia   |
| 1 Eng. mijl | 4.24,71   | 20 februari 2010 | Birmingham |

## Palmares

### 800 m
- 2005:  Pan-Arabische kamp. - 2.09,73

### 1500 m
- 2005: 5e WK - 4.02,49
- 2005:  Wereldatletiekfinale - 3.59,35
- 2005:  Pan-Arabische kamp. - 4.10,31
- 2006:  WK indoor - 4.05,53
- 2006:  Wereldatletiekfinale - 4.01,58
- 2006:  Wereldbeker - 4.00,58
- 2007:  WK - 3.58,75
- 2007:  Wereldatletiekfinale - 4.01,23
- 2008:  WK indoor - 3.59,79
- 2008: 5e OS - 4.02,71
- 2008:  Wereldatletiekfinale - 4.06,59
- 2009:  WK - 4.03,74
- 2009: 4e Wereldatletiekfinale - 4.14,12
- 2011: 11e WK - 4.22,67
- 2012:  OS - 4.10,74 (na DSQ Aslı Çakır Alptekin en Gamze Bulut)

- 2014: 6e FBK Games - 4.04,10
- 2014:  WK indoor - 8.59,16

### 5000 m
- 2005:  Pan-Arabische kamp. - 16.53,25

### 5 km
- 2013:  BOclassic - 16.00

### veldlopen
- 2005: 33e WK (korte afstand) - 14.23
- 2006:  Pan-Arabische kamp. - 12.43
- 2006: 37e WK (korte afstand) - 13.39
- 2009: 9e WK - 27.00
- 2011: 23e WK - 26.39

### Golden League en Diamond League-podiumplekken
- 2004: 3000 m  Weltklasse Zürich – 8.40,32
- 2005: 3000 m  Bislett Games – 8.28,87
- 2005: 3000 m  Weltklasse Zürich – 8.29,45
- 2007: 1500 m  Bislett Games – 4.01,44
- 2007: 1500 m  Weltklasse Zürich – 4.06,32
- 2007: 1 mijl  Memorial Van Damme – 4.17,75
- 2008: 1500 m  Meeting Gaz de France – 3.59,99
- 2008: 800 m  Weltklasse Zürich – 1.57,80
- 2009: 1500 m  Golden Gala – 3.56,55
- 2009: 1500 m  Weltklasse Zürich – 3.59,15
- 2010: 3000 m  Herculis – 8.29,20
- 2011: 1500 m  Golden Gala – 4.01,60
- 2011: 1500 m  Prefontaine Classic – 4.05,44
- 2011: 1500 m  British Grand Prix – 4.06,39
- 2011: 1500 m  Herculis – 4.00,59
- 2011: 1500 m  Memorial Van Damme – 4.01,40
- 2012: 1500 m  Aviva London Grand Prix – 4.06,78
- 2012: 1500 m  DN Galan - 4.01,19

1972: Ljoedmila Bragina ·
1976: Tatjana Kazankina ·
1980: Tatjana Kazankina ·
1984: Gabriella Dorio ·
1988: Paula Ivan ·
1992: Hassiba Boulmerka ·
1996: Svetlana Masterkova ·
2000: Nouria Mérah-Benida ·
2004: Kelly Holmes ·
2008: Nancy Langat ·
2012: Maryam Jamal ·
2016: Faith Kipyegon ·
2020: Faith Kipyegon ·
2024: Faith Kipyegon
1983 Mary Decker ·
1987 Tatjana Samolenko ·
1991 Hassiba  Boulmerka ·
1993 Liu Dong ·
1995 Hassiba  Boulmerka ·
1997 Carla Sacramento ·
1999 Svetlana Masterkova ·
2001 Gabriela Szabó ·
2003 Tatjana Tomasjova ·
2005 Tatjana Tomasjova ·
2007 Maryam Jamal ·
2009 Maryam Jamal ·
2011 Jennifer Simpson ·
2013 Abeba Aregawi ·
2015 Genzebe Dibaba ·
2017 Faith Chepngetich Kipyegon ·
2019 Sifan Hassan ·
2022 Faith Chepngetich Kipyegon ·
2023 Faith Chepngetich Kipyegon